# Ostrožská Nová Ves
Ostrožská Nová Ves – gmina w Czechach, w powiecie Uherské Hradiště, w kraju zlińskim. Według danych z dnia 1 stycznia 2012 liczyła 3420 mieszkańców.
Gmina dzieli się na dwie części:
- Ostrožská Nová Ves
- Chylice